# الجريدة الرسمية للاتحاد الأوروبي
الجريدة الرسمية للاتحاد الأوروبي (OJEU) هي الجريدة الرسمية المسجلة للاتحاد الأوروبي. تُنشر كل يوم عمل بجميع اللغات الرسمية للدول الأعضاء في الاتحاد الأوروبي، باستثناء اللغة الأيرلندية. تعتبر الأعمال القانونية المنشورة في الجريدة الرسمية فقط ملزمة.
نشرت لأول مرة في 30 ديسمبر 1952 باعتبارها الجريدة الرسمية للجماعة الأوروبية للفحم والصلب، ثم أعيدت تسميتها إلى «الجريدة الرسمية للمجتمعات الأوروبية» مع إنشاء الجماعة الاقتصادية الأوروبية، قبل أن تأخذ عنوانها الحالي عندما دخلت معاهدة نيس حيز التنفيذ في 1 فبراير 2003.

## وصلات خارجية
- نسخة على الإنترنت من الجريدة الرسمية
- نسخة إلكترونية من ملحق OJEU («المناقصات الإلكترونية اليومية»)
- شرح الجريدة الرسمية للاتحاد الأوروبي من مكتب منشورات الاتحاد الأوروبي